# Javier Aguirre
Javier Aguirre Onaindía (ur. 1 grudnia 1958 w Meksyku) – meksykański piłkarz i trener piłkarski, jako zawodnik grał na pozycji pomocnika.

## Kariera piłkarska
Aguirre rozpoczął piłkarską karierę w klubie Club América. W jej barwach zadebiutował w lidze meksykańskiej w 1978 roku. W Américe występował przez 2 sezony, a w 1980 na rok trafił do Los Angeles Aztecs, grającym w North American Soccer League. Po sezonie wrócił do Meksyku i w swoim pierwotnym klubie rozegrał kolejne cztery sezony i w 1984 roku po raz pierwszy w karierze wywalczył mistrzostwo Meksyku. Po sezonie trafił do rywala Amériki, Atlante FC. Latem 1986 przeszedł do CA Osasuna, jednak w Primera División nie sprawdził się (zaledwie 12 meczów) i po roku powrócił do ojczyzny. Został piłkarzem ówczesnego mistrza kraju Chivas Guadalajara i w ataku tego klubu występował przez sześć kolejnych, aż w 1993 roku zakończył piłkarską karierę.
W reprezentacji Meksyku Aguirre zadebiutował 15 marca 1983 roku w wygranym 1:0 spotkaniu z Kostaryką. W 1986 roku wystąpił na Mistrzostwach Świata w Meksyku. Zagrał we wszystkich grupowych meczach, a następnie w 1/8 finału z Bułgarią (2:0) oraz w ćwierćfinale z RFN (0:0, karne 1:3), w którym to dostał czerwoną kartkę. Karierę reprezentacyjną Aguirre zakończył w 1992 roku. W kadrze narodowej wystąpił łącznie w 59 meczach i strzelił w nich 14 bramek.

## Kariera trenerska
Po zakończeniu kariery piłkarskiej Aguirre został trenerem. Najpierw krótko przez rok prowadził Atlante FC, a w 1998 roku został zatrudniony na stanowisku trenera CF Pachuca, który w 1999 roku doprowadził do mistrzostwa kraju. W 2001 roku objął stanowisko selekcjonera reprezentacji Meksyku zastępując Enrique Mezę. W 2002 prowadził ją na Mistrzostwach Świata 2002. Meksyk wygrał 1:0 z Chorwacją, 2:1 z Ekwadorem i zremisował 1:1 z Włochami, a w 1/8 finału odpadł po porażce 0:2 z USA. Po turnieju zrezygnował z pracy.
Latem 2002 Aguirre został trenerem Osasuny. Przez dwa kolejne lata budował silną drużynę, aż w 2006 roku doprowadził ją do najwyższego w historii 4. miejsca w Primera División. Sukces ten nie przeszedł niezauważony w Madrycie i latem Javier został pierwszym szkoleniowcem Atlético Madryt, które na koniec sezonu zajęło 7. miejsce w lidze.
W 2009 roku ponownie objął stanowisko selekcjonera reprezentacji Meksyku. Z popularnymi El Tri Aguirre wygrał w Złotym Pucharze CONCACAF 2009 i zakwalifikował się do Mundialu w RPA. Jego drużyna zagrała w grupie A razem z RPA, Urugwajem i Francją, a odpadła po 1/8 finału po spotkaniu z Argentyną. Po tym przegranym 1:3 meczu Aguirre złożył dymisję ze stanowiska selekcjonera. 18 listopada 2010 roku został trenerem Realu Saragossa. 27 grudnia 2011 został zwolniony z funkcji trenera Realu Saragossa. 26 listopada 2012 roku został trenerem Espanyolu Barcelona.
W lipcu 2014 zastąpił Alberto Zaccheroniego na stanowisku selekcjonera reprezentacji Japonii.
W czerwcu 2015 został trenerem klubu ze Zjednoczonych Emiratów Arabskich – Al-Wahda.